# Saint-Germain-le-Vieux
Pour les articles homonymes, voir Saint-Germain.
Saint-Germain-le-Vieux est une commune française, située dans le département de l'Orne en région Normandie, peuplée de 65 habitants.

## Géographie
La commune est dans la campagne d'Alençon. Son bourg est à 4,5 km au sud-ouest de Courtomer, à 11 km à l'est de Sées, à 14 km au nord du Mêle-sur-Sarthe, à 23 km au nord-ouest de Mortagne-au-Perche et à 30 km au nord-est d'Alençon.
| Gâprée      | Gâprée                   | Courtomer   |
| Gâprée      | Saint-Germain-le-Vieux   | Courtomer   |
| Le Chalange | Le Chalange, Montchevrel | Montchevrel |

### Hydrographie
La commune est traversée par la ligne de partage des eaux entre les bassins hydrographiques Seine-Normandie et Loire-Bretagne. Elle est drainée par la Fresbee et le ruisseau des Veaux Massees,.

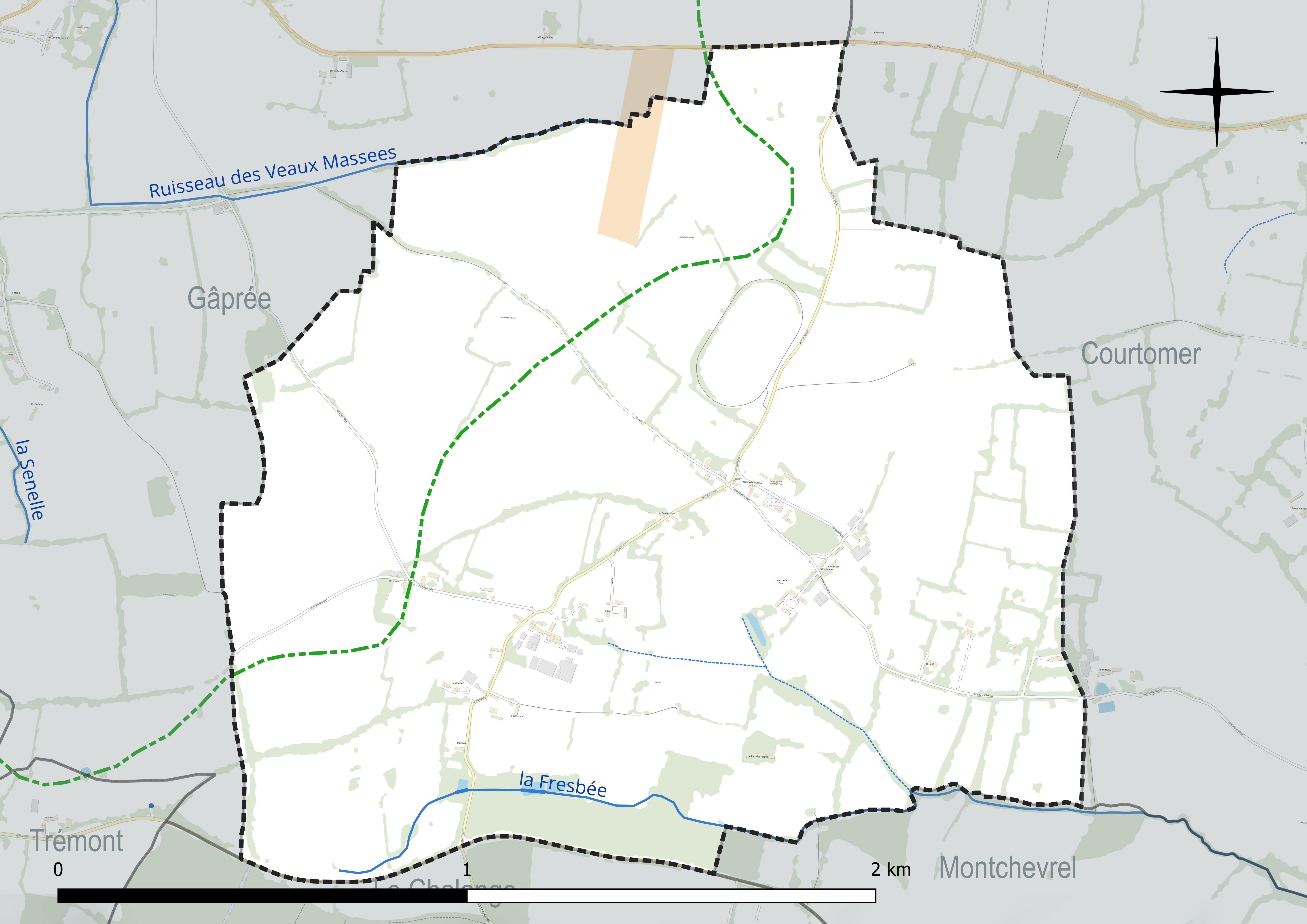
Réseau hydrographique de Saint-Germain-le-Vieux.

### Climat
Pour des articles plus généraux, voir Climat de la Normandie et Climat de l'Orne.
En 2010, le climat de la commune est de type climat océanique dégradé des plaines du Centre et du Nord, selon une étude du CNRS s'appuyant sur une série de données couvrant la période 1971-2000. En 2020, Météo-France publie une typologie des climats de la France métropolitaine dans laquelle la commune est exposée à un climat océanique altéré et est dans la région climatique Normandie (Cotentin, Orne), caractérisée par une pluviométrie relativement élevée (850 mm/a) et un été frais (15,5 °C) et venté. Parallèlement le GIEC normand, un groupe régional d’experts sur le climat, différencie quant à lui, dans une étude de 2020, trois grands types de climats pour la région Normandie, nuancés à une échelle plus fine par les facteurs géographiques locaux. La commune est, selon ce zonage, exposée à un « climat des plateaux abrités », se caractérisant par une pluviométrie et des contraintes thermiques modérées mais aussi, par effet de continentalité, des températures plus contrastées qu'au nord dans la plaine de Caen, avec communément 10 à 15 jours par an de plus de froid en hiver et de chaleur en été.
Pour la période 1971-2000, la température annuelle moyenne est de 10,3 °C, avec une amplitude thermique annuelle de 13,8 °C. Le cumul annuel moyen de précipitations est de 779 mm, avec 12,5 jours de précipitations en janvier et 8 jours en juillet. Pour la période 1991-2020, la température moyenne annuelle observée sur la station météorologique la plus proche, située sur la commune du Merlerault à 10 km à vol d'oiseau, est de 11,0 °C et le cumul annuel moyen de précipitations est de 775,3 mm,. Pour l'avenir, les paramètres climatiques de la commune estimés pour 2050 selon différents scénarios d’émission de gaz à effet de serre sont consultables sur un site dédié publié par Météo-France en novembre 2022.

## Urbanisme

### Typologie
Au 1er janvier 2024, Saint-Germain-le-Vieux est catégorisée commune rurale à habitat très dispersé, selon la nouvelle grille communale de densité à sept niveaux définie par l'Insee en 2022.
Elle est située hors unité urbaine et hors attraction des villes,.

### Occupation des sols
L'occupation des sols de la commune, telle qu'elle ressort de la base de données européenne d’occupation biophysique des sols Corine Land Cover (CLC), est marquée par l'importance des territoires agricoles (97 % en 2018), une proportion identique à celle de 1990 (97 %). La répartition détaillée en 2018 est la suivante : 
terres arables (49,1 %), prairies (47,8 %), forêts (3 %). L'évolution de l’occupation des sols de la commune et de ses infrastructures peut être observée sur les différentes représentations cartographiques du territoire : la carte de Cassini (XVIIIe siècle), la carte d'état-major (1820-1866) et les cartes ou photos aériennes de l'IGN pour la période actuelle (1950 à aujourd'hui).

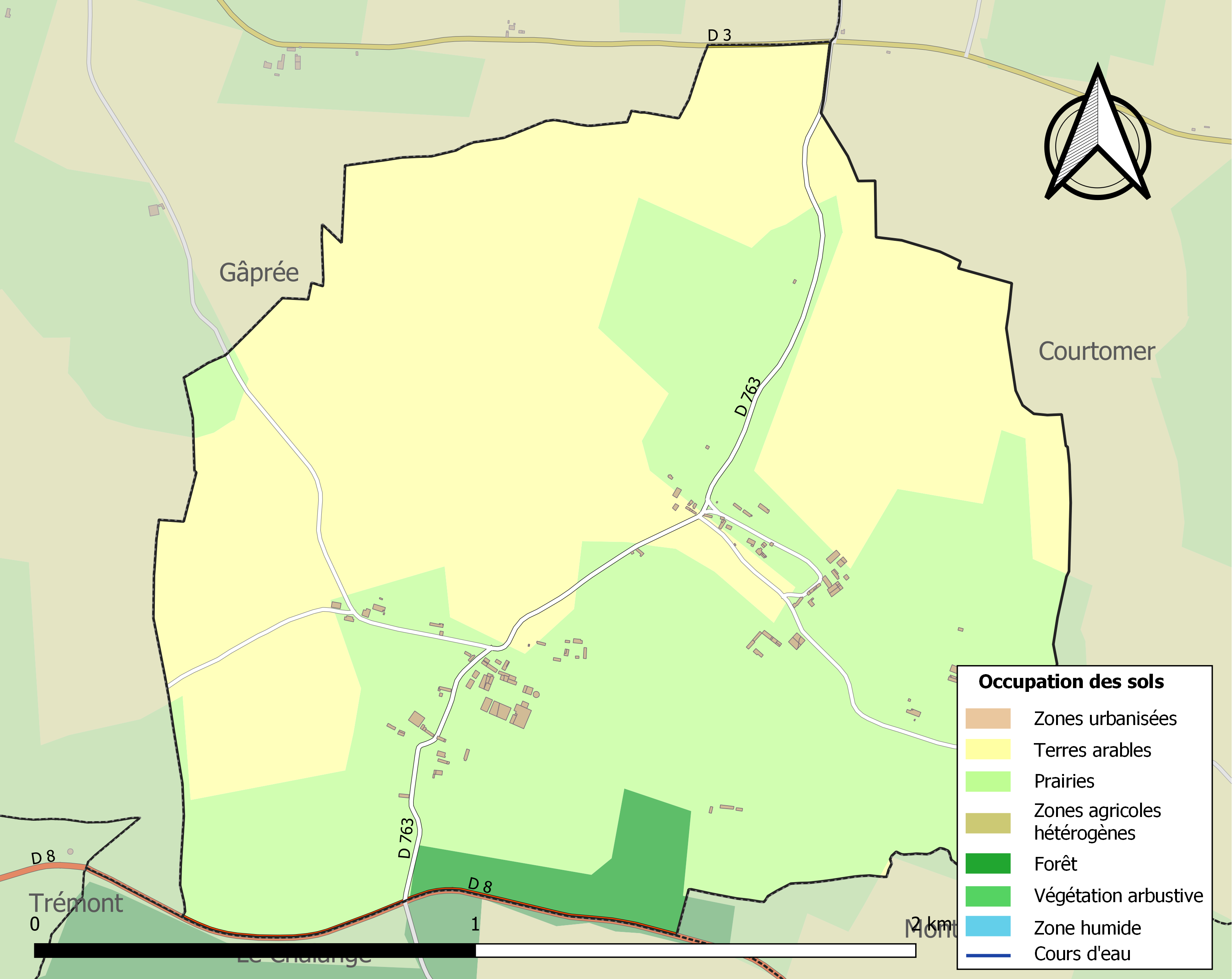
Carte des infrastructures et de l'occupation des sols de la commune en 2018 (CLC).

## Toponymie
Le nom de la paroisse est attesté sous la forme Sanctus Germanus Vetus en 1199.
La paroisse est dédiée à Germain d'Auxerre, religieux de la première moitié du Ve siècle. Vieux marque l'ancienneté de la localité par rapport aux homonymes proches tels que Saint-Germain-de-Clairefeuille ou Saint-Germain-de-Martigny.
Au cours de la période révolutionnaire de la Convention nationale (1792-1795), la commune a porté le nom de L'Unité-des-Grouas.

## Politique et administration
| Période                                  | Période   | Identité         | Étiquette | Qualité     |
| ---------------------------------------- | --------- | ---------------- | --------- | ----------- |
| avant 1988                               | 1989      | Marcel Collette  |           |             |
| 1989                                     | 1995      | Pierre Durand    |           |             |
| 1995                                     | mars 2001 | Francis Maignan  |           |             |
| mars 2001                                | En cours  | Sébastien Fossey | SE        | Agriculteur |
| Les données manquantes sont à compléter. |           |                  |           |             |

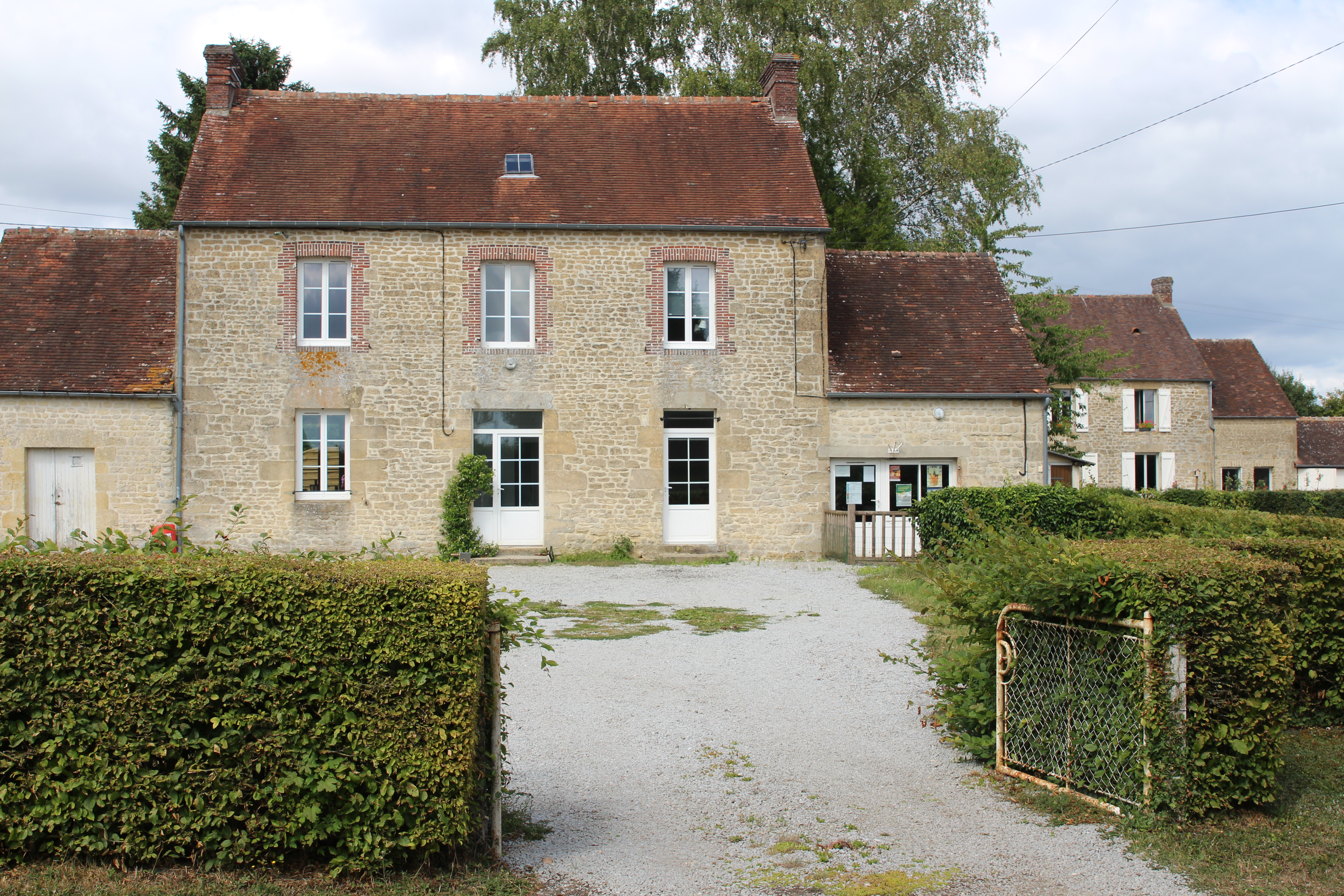
Mairie de Saint-Germain-le-Vieux.

Le conseil municipal est composé de sept membres dont le maire et un adjoint.

## Démographie
L'évolution du nombre d'habitants est connue à travers les recensements de la population effectués dans la commune depuis 1793. Pour les communes de moins de 10 000 habitants, une enquête de recensement portant sur toute la population est réalisée tous les cinq ans, les populations de référence des années intermédiaires étant quant à elles estimées par interpolation ou extrapolation. Pour la commune, le premier recensement exhaustif entrant dans le cadre du nouveau dispositif a été réalisé en 2004.
En 2022, la commune comptait 65 habitants, en évolution de +12,07 % par rapport à 2016 (Orne : −3,21 %, France hors Mayotte : +2,11 %).
Saint-Germain-le-Vieux a compté jusqu'à 320 habitants en 1836. Au recensement de 2008, elle est la commune la moins peuplée du canton de Courtomer.
| 1793 | 1800 | 1806 | 1821 | 1836 | 1841 | 1846 | 1851 | 1856 |
| ---- | ---- | ---- | ---- | ---- | ---- | ---- | ---- | ---- |
| 220  | 185  | 288  | 314  | 320  | 304  | 297  | 305  | 303  |

| 1861 | 1866 | 1872 | 1876 | 1881 | 1886 | 1891 | 1896 | 1901 |
| ---- | ---- | ---- | ---- | ---- | ---- | ---- | ---- | ---- |
| 265  | 261  | 161  | 168  | 139  | 119  | 116  | 108  | 97   |

| 1906 | 1911 | 1921 | 1926 | 1931 | 1936 | 1946 | 1954 | 1962 |
| ---- | ---- | ---- | ---- | ---- | ---- | ---- | ---- | ---- |
| 83   | 103  | 83   | 90   | 93   | 90   | 112  | 94   | 113  |

| 1968 | 1975 | 1982 | 1990 | 1999 | 2004 | 2006 | 2009 | 2014 |
| ---- | ---- | ---- | ---- | ---- | ---- | ---- | ---- | ---- |
| 80   | 62   | 62   | 59   | 52   | 58   | 60   | 55   | 56   |

| 2019 | 2022 | - | - | - | - | - | - | - |
| ---- | ---- | - | - | - | - | - | - | - |
| 59   | 65   | - | - | - | - | - | - | - |

## Lieux et monuments
- Église Saint-Germain-d'Auxerre (XVe siècle, remaniée).
- Fontaine Saint-Germain. Saint Germain d'Auxerre est invoqué pour ses pouvoirs de guérisseur contre les troubles de la marche. Les pèlerins de la fontaine y viennent dans le but de faire marcher les enfants en retard dans l'apprentissage de la marche[25].